# Solanum bellum
Solanum bellum är en potatisväxtart som beskrevs av Sandra Diane Knapp. Solanum bellum ingår i släktet skattor som ingår i familjen potatisväxter. IUCN kategoriserar arten globalt som nära hotad. Inga underarter finns listade i Catalogue of Life.